# Dolina (distrikt i Bulgarien, Sjumen)
Dolina (bulgariska: Долина) är ett distrikt i Bulgarien.   Det ligger i kommunen Obsjtina Kaolinovo och regionen Sjumen, i den nordöstra delen av landet, 300 km öster om huvudstaden Sofia.
Trakten runt Dolina består till största delen av jordbruksmark. Runt Dolina är det ganska tätbefolkat, med 52 invånare per kvadratkilometer.